# Phyllomedusa hypochondrialis
La granota lèmur de flancs vermells (Phyllomedusa hypochondrialis) és una espècie de granota de la família dels hílids. Habita a l'Argentina, Bolívia, Brasil, Colòmbia, Guayana francesa, Guaiana, el Paraguai, Surinam i Veneçuela. Els seus hàbitats naturals inclouen boscos tropicals o subtropicals secs, zones d'arbustos, prades parcialment inundades, aiguamolls intermitents d'aigua dolça, pastures, plantacions, jardins rurals, àrees urbanes i zones prèviament boscoses ara molt degradades.